# Bernhard Bronsart von Schellendorff
Bernhard Bronsart von Schellendorff (* 1. März 1866 in Berlin; † 10. Januar 1952 in Bockhorn, Kreis Plön) war ein deutscher Generalstabsoffizier, der im Ersten Weltkrieg zahlreiche Verwendungen auf hohen Kommandoebenen an der Westfront durchlief  und vor allem durch seine Rolle als Generalstabschef des Kommandierenden Generals Max von Gallwitz in der Schlacht um Verdun bekannt wurde. Er wurde 1919 als Generalmajor verabschiedet und war zuletzt (1939) charakterisierter Generalleutnant.

## Leben

### Herkunft
Bernhard Bronsart von Schellendorff, Herr auf Groß- und Klein-Tessin, stammte aus der alten preußischen Adels- und Offiziersfamilie Bronsart von Schellendorff und war der älteste Sohn des preußischen Generals und Kriegsministers (1893–1896) Walther Bronsart von Schellendorff und dessen Ehefrau Harriet Helene Donner (1841–1917).

### Militärlaufbahn
Bronsart von Schellendorff trat 1886 als Einjährig-Freiwilliger in das 2. Großherzoglich Mecklenburgische Dragoner-Regiment Nr. 18 in Parchim ein und wurde im Jahr darauf Secondeleutnant. Ab 1888 war er dem Magdeburgischen Kürassier-Regiment „von Seydlitz“ Nr. 7 in Halberstadt zunächst zum Reservedienst, dann ab 1893 im Rang eines Premierleutnants (seit 14. November 1892) als Adjutant und ab 1896 als Generalstabsoffizier zugeteilt. 1899 wurde er zum Stab des XI. Armeekorps nach Kassel versetzt und 1900 zum Rittmeister befördert. 1901 bis 1903 kommandierte er eine Eskadron seines Herkunftsregiments in Parchim und arbeitete ab September 1903 beim Großen Generalstab in Berlin. In den folgenden Jahren durchlief er die Stationen eines Generalstabsoffiziers bei verschiedenen Kommandostrukturen, namentlich beim Kommando des XVI. Armeekorps in Metz (1903/04), des VII. Armeekorps in Münster (1904–1906), der 20. Division in Hannover (1906–1908), bei der III. Armee-Inspektion ebenfalls in Hannover (1908–1911) und ab dem 20. März 1911 bei der General-Inspektion des Militär-Verkehrswesens in Berlin. Seit dem Kaisergeburtstag am 27. Januar des Jahres 1907 bekleidete er den Rang eines Majors. Im April 1912 übernahm er das für den Fortgang der Generalstabskarriere unabdingbare Truppenkommando  und wurde Kommandeur des Kurmärkischen Dragoner-Regiments Nr. 14 in Colmar. Am 16. Juni 1913 wurde er zum Oberstleutnant befördert.
Zum Kriegsbeginn im August 1914 wurde er als Chef des Stabes dem Generalkommando des XIV. Reserve-Korps zugewiesen, das zunächst der 7. Armee unterstand und im Elsass operierte, Ende September jedoch an die Somme verlegt und der 2. Armee unterstellt wurde. Bei der 2. Armee wirkte Bronsart ab Januar 1915 als Chef des Stabes der „Armeeabteilung Gaede“ und ab Mai 1915 des VII. Reserve-Korps unter General Johann von Zwehl. In dieser Stellung wurde er am 24. Juli 1915 Oberst.
Am 28. März 1916 wurde er Generalstabschef des Generals Max von Gallwitz, der als Artilleriestratege und Befehlshaber der „Angriffsgruppe West“ bei der 5. Armee in der Schlacht um Verdun eine wesentliche Rolle spielte und anschließend in der Schlacht an der Somme die „Heeresgruppe Gallwitz“ führte und den Oberbefehl über die umstrukturierte 2. Armee erhielt. Für seine Arbeit als „rechte Hand“ unter von Gallwitz bei Verdun und bei der Koordination der Verteidigung südlich der Somme wurde Bronsart von Schellendorff am 16. September 1916 der Militärorden Pour le Mérite verliehen. Im Oktober 1916 ging Bronsart als Chef des Stabes zur „Armeeabteilung Strantz“, die zur 5. Armee gehörte und südlich von Verdun den Frontvorsprung von Saint-Mihiel hielt, den Gallwitz im Nachgang der Schlacht als besonders gefährdet erkannte. Im Dezember 1916 kam auch Max von Gallwitz selbst zurück nach Verdun zur 5. Armee, deren Oberbefehl er bis kurz vor Kriegsende innehatte.
Bronsart von Schellendorff übernahm am 26. März 1918 während der Frühjahrsoffensive 1918 für einen Monat das Kommando der 16. Infanterie-Brigade, die als Bestandteil der 8. Division mit der „Heeresgruppe Kronprinz Rupprecht von Bayern“ (der vormaligen Gruppe Gallwitz) als Teil der (neuen) 1. Armee bei Stellungskämpfen in Flandern eingesetzt wurde. Am 20. September 1918 wurde Bernhard Bronsart von Schellendorff zum Generalmajor befördert und übernahm eine Woche darauf das Kommando über die Stadt Kiew in der Ukraine und die dort neu gebildete 93. Reserve-Infanterie-Brigade. Als Generalstabschef der „Heeresgruppe Kiew“ unter Generaloberst Graf von Kirchbach blieb Bronsart von Schellendorff bis Februar 1919 im Dienst und erhielt anschließend bis Ende September 1919 das Kommando der 32. Infanterie-Brigade in Hannover. Am 27. Oktober 1919 nahm er seinen Abschied aus der Armee.
Anlässlich des 25. Jahrestages des Beginns des Ersten Weltkrieges und der Schlacht bei Tannenberg erfolgte am 27. August 1939 die Verleihung des Charakters als Generalleutnant.

### Familie
Bernhard Bronsart von Schellendorff heiratete am 10. Juli 1889 Gisel(l)a Gräfin von Hardenberg (1869–1933); aus dieser Ehe stammen die drei Söhne Walter (* 1890 in Quedlinburg), Albrecht Achilles (* 1893 in Halberstadt) und Carl (* 1897 in Berlin).
Bernhard Bronsart von Schellendorff hatte mehrere ungefähr gleichaltrige männliche Verwandte, die ebenfalls Stabsoffiziere im Ersten Weltkrieg waren und zum Teil herausgehobene Funktionen innehatten. Sein jüngerer Bruder Walter Siegfried Bronsart von Schellendorff (1871–1963), der wie Bernhard im Kriegsverlauf mit dem Pour le Mérite ausgezeichnet wurde, kommandierte das Garde-Reserve-Schützen-Bataillon beim Marsch durch Belgien Mitte August 1914 und war im Vorfeld der Beschießung der Festung Namur unter General von Gallwitz maßgeblich für die grausamen Übergriffe gegen die belgische Zivilbevölkerung nach vermeintlichen Feuerüberfällen in Andenne verantwortlich, denen am 20./21. August 1914 mehr als 250 Menschen zum Opfer fielen. Er verließ die Armee nach dem Krieg als Oberstleutnant. Ein zweiter Bruder war Hans Heinrich Bronsart von Schellendorff (1874–1938), der als Major am 25. Oktober 1918 ebenfalls den Pour le Mérite erhielt.
Zwei Jahre älter als Bernhard war sein Vetter (ab 1887 zugleich Schwager) Friedrich Bronsart von Schellendorf (genannt Fritz), ein Jugendfreund und späterer Unterstützer Erich Ludendorffs, der 1914–1917 Generalstabschef der osmanischen Armee und rechte Hand des jungtürkischen Armeechefs und Kriegsministers Enver Pascha war. Bernhards Schwester Veronica Bronsart von Schellendorff (1867–1968) war mit ihm verheiratet. Friedrichs 1861 geborener Bruder Wilhelm Bronsart von Schellendorf, der Senior unter den Vettern, fiel als Major und Kommandeur des III. Bataillons im preußischen Infanterie-Regiment Nr. 59 zu Beginn des Krieges am 11. September 1914 bei Osnagorow in Russisch-Polen. Georg Paul Heinrich Bronsart von Schellendorf (1869–1933), ein weiterer Bruder Friedrichs, war wie Bernhard Generalstabsoffizier und zu Kriegsbeginn Leiter der Operationsabteilung im Generalstab unter Helmuth von Moltke; er verließ die Armee als Oberstleutnant.
Walter Heinrich Diomed Bronsart von Schellendorff (1873–1942), ein gemeinsamer Vetter aller Genannten, war ebenfalls preußischer Generalstabsoffizier und brachte es zum Major. Er war der Vater des 1944 als Kommandeur einer Panzerbrigade im Zweiten Weltkrieg im Alter von 38 Jahren in Frankreich gefallenen Ritterkreuzträgers Oberst Heinrich-Walter Bronsart von Schellendorff, der postum zum Generalmajor befördert wurde.